# Талси округ
Талси округ (лет. Talsu rajons, рус. Талсинский район) је округ у републици Летонији, у њеном северозападном делу. Управно средиште округа је истоимени градић Талси. Округ припада историјској покрајини Курземе.

Талси округ је приморски округ у Летонији са дугим изласком на Балтик на северу и истоку. На југоистоку се округ граничи са округом Тукумс, на југозападу са округом Кулдига и на западу са округом Вентспилс.

## Градови
- Талси
- Сабиле
- Стенде
- Дунгаба
- Мазирбе
- Колка
- Мерсрагс
- Валдемарпилс
- Роја (град)